# Aleksander Dziewa
Aleksander Dziewa, né le 6 novembre 1997 à Konin, est un joueur professionnel polonais de basket-ball jouant aux postes d'ailier fort et pivot.

## Biographie

### En club
Alexander Dziewa commence sa carrière en 2017 avec le Śląsk Wrocław dans la Polska Liga Koszykówki.
Pour ses deux premières saisons, il joue peu. C'est lors de la saison 2018-2019 qu'il prend une vraie importance au sein de l'effectif avec une augmentation de son temps de jeu.
A l'issue de la saison 2020-2021, il remporte la médaille de bronze du championnat après la défaite de son équipe d'un point, 85 à 86, face au Legia Varsovie.
A l'issue de la saison 2021-2022, il remporte la Polska Liga Koszykówki. Il est de nouveau élu meilleur joueur de la saison et nommé dans la All-PLK Team.
En 2023, il quitte la Pologne pour rejoindre les Hamburg Towers en Basketball-Bundesliga (BBL).
En août 2024, il retourne dans le championnat polonais en s'engageant avec le Wilki Morskie Szczecin.

### En équipe nationale
À l’été 2018, Aleksander Dziewa a été appelé dans l’équipe nationale polonaise B, avec laquelle il a disputé plusieurs matchs en Chine.
En raison de ses performances, il est sélectionné avec l'équipe de Pologne pour les matchs de qualification de la Coupe du monde FIBA 2019 contre la Croatie et les Pays-Bas.
En 2022, il participe à l'EuroBasket où la Pologne atteint les demies finales après avoir battu la Slovénie de Luka Dončić.

## Palmarès et Distinctions

### Palmarès
- 2021 : Médaille de bronze de la Polska Liga Koszykówki
- 2022 : Vainqueur de la Polska Liga Koszykówki

### Distinctions personnelles
- Meilleur joueur de la saison du championnat polonais (2022)
- 2x All-PLK Team (2022, 2023)